# Milan Vašina
Milan Vašina (* 11. února 1969 Přerov) je český manažer, bývalý generální ředitel českého a slovenského T-Mobilu, v letech 2020 až 2024 výkonný ředitel Aspen Institute Central Europe, od února 2024 vedoucí Kanceláře prezidenta republiky Petra Pavla.

## Život
Vystudoval Provozně ekonomickou fakultu Mendelovy univerzity v Brně (získal titul Ing.).
Většinu svého profesního života strávil v oblasti telekomunikací, a to po více než dvě dekády. Od roku 1997 pracoval ve skupině Deutsche Telekom, kde zastával pozici manažera marketingové komunikace a později marketingového manažera pro rezidenční segment bývalého RadioMobilu. V letech 2002 až 2007 působil na pozici marketingového ředitele společnosti EuroTel (později T-Mobile Slovensko) v Bratislavě, v roce 2007 se stal generálním ředitelem téže společnosti. Od roku 2011 řídil T-Mobile Česká republika a od roku 2016 stál v čele českého T-Mobilu a slovenského Telekomu.
Vrcholný management opustil v říjnu 2018 a následně pracoval ve společnosti Rockaway Capital jako nezávislý konzultant a od roku 2020 byl výkonným ředitelem Aspen Institute Central Europe.
Dlouhodobě se věnuje charitě - od roku 2017 je členem správní rady Nadace Dobrý anděl, která pomáhá rodinám, jejichž členové se potýkají s vážným onemocněním. Od roku 2022 se také angažoval v poradním týmu pro digitalizaci ministra pro místní rozvoj ČR Ivana Bartoše.
Když v lednu 2024 oznámila dosavadní vedoucí Kanceláře prezidenta republiky Jana Vohralíková, že z osobních důvodů skončí k 15. únoru 2024 ve své funkci, bylo zároveň oznámeno, že novým „kancléřem“ prezidenta ČR Petra Pavla se stane právě Vašina. Krátce po nástupu do funkce uvedl, že požádá o bezpečnostní prověrku na stupeň tajné a doplnil, že v rámci svého působení nechystá významné organizační změny.